# Barrie M. Osborne
Barrie M. Osborne est un producteur de cinéma américain né le 7 février 1944.
Osborne est né à New York, fils de Hertha Schwarz et William Osborne. Il est un ancien élève du Carleton College à Northfield (Minnesota) et vit actuellement à Wellington en Nouvelle-Zélande.

## Filmographie

### Producteur
- 1981 : Cutter's Way
- 1983 : Les Copains d'abord
- 1984 : Cotton Club
- 1985 : Une bringue d'enfer
- 1986 : Peggy Sue s'est mariée
- 1988 : The Rescue
- 1988 : Jeu d'enfant
- 1990 : Dick Tracy
- 1992 : Kinderspiele
- 1993 : Mise à feu (Wilder Napalm)
- 1994 : Lune rouge
- 1994 : Rapa Nui
- 1996 : Le Fan
- 1997 : Volte-face
- 1999 : Matrix
- 2001 : Le Seigneur des anneaux : La Communauté de l'anneau
- 2002 : The Last Place on Earth
- 2002 : Le Seigneur des anneaux : Les Deux Tours
- 2003 : Le Seigneur des anneaux : Le Retour du roi
- 2005 : Little Fish
- 2005 : Burt Munro
- 2007 : Le Dragon des mers : La Dernière Légende
- 2008 : Outlander : Le Dernier Viking
- 2010 : Working Day
- 2010 : Blank Spaces
- 2010 : Something Special
- 2010 : Frosty Man and the BMX Kid
- 2010 : Sweet As
- 2010 : The Warrior's Way
- 2011 : Whole Lotta Sole
- 2011 : Trevi
- 2013 : Gatsby le Magnifique (The Great Gatsby)
- 2015 : Gloria de Christian Keller
- 2017 : Justice League de Zack Snyder
- 2020 : Mulan de Niki Caro

### Directeur de production
- 1976 : Kojak (série TV)
- 1979 : Apocalypse Now
- 1981 : Cutter's Way
- 1982 : The Escape Artist
- 1983 : Octopussy
- 1983 : Les Copains d'abord
- 1985 : Une bringue d'enfer
- 1986 : Peggy Sue s'est mariée
- 1993 : Wilder Napalm
- 2003 : The Long and Short of It

### Assistant réalisateur
- 1977 : Raggedy Ann and Andy: A Musical Adventure
- 1978 : American Hot Wax
- 1979 : Le Syndrome chinois
- 1990 : Dick Tracy
- 2001 : Le Seigneur des anneaux : La Communauté de l'anneau

### Acteur
- 2002 : Le Seigneur des anneaux : Les Deux Tours